# Губернатор
Губернатор е висша държавна, политическа и административна длъжност и е глава на голяма административна единица или федеративна единица. Изпълнява и следи за спазването на държавни решения и постановления.
В някои държави с федерално управление губернаторът се назначава, докато в други такива държави като САЩ губернаторът се избира чрез гласуване. В повечето щати в САЩ губернаторите имат 4-годишен мандат с изключение на Ню Хампшър и Върмонт, където управляват 2 години.